# Entropie (Buffy)
Pour les articles homonymes, voir Entropie.
Entropie est le 18e épisode de la saison 6 de la série télévisée Buffy contre les vampires.

## Résumé
Un soir, Buffy patrouille près du cimetière de Sunnydale et élimine deux vampires, bien que Spike veuille l'aider. Le vampire lui demande pourquoi ils ne couchent plus ensemble et la Tueuse lui répond qu'elle ne partage pas ses sentiments. Alex, déprimé après avoir abandonné Anya lors de la cérémonie de mariage, décide de faire un tour en ville pour se changer les idées. Pendant ce temps, Willow et Tara se réconcilient doucement, mais sûrement. De son côté, le Trio concocte un nouveau plan machiavélique pour se débarrasser de leur ennemie. En rentrant chez lui, Alex tombe sur Anya et ils se disputent. Le jeune homme essaie tant bien que mal d'arranger les choses, mais sa maladresse ne fait que les empirer. Il ignore cependant que son ex-compagne est redevenue un démon vengeur. Cette dernière veut se venger de lui, mais n'obtient pas ce qu'elle souhaite en ce sens par son entourage. Pour oublier ses sentiments pour Buffy, Spike sollicite son aide à la boutique de magie et elle lui propose une bouteille de whisky. 
Willow s'aperçoit qu'il y a des caméras qui les espionnent sur tous les lieux qu'ils fréquentent. Le groupe comprend que les responsables sont les membres du Trio. De leurs côtés, Spike et Anya évoquent leurs malheurs respectifs, tout en vidant la bouteille, et finissent par se trouver mutuellement du réconfort en faisant l'amour. Buffy, Alex, Willow et Dawn assistent à la scène par l'intermédiaire d'une caméra placée dans la boutique de magie. La Tueuse est sous le choc et semble jalouse, ce qui permet à Dawn de comprendre la nature de sa relation avec le vampire. Alex est fou de rage et se rend aussitôt à la boutique avec la ferme intention de le tuer. La jeune fille s'en veut du fait que sa sœur aînée ne lui ait pas parlée de sa relation avec Spike, mais celle-ci lui apprend que c'est désormais terminé. Spike est ensuite attaqué par Alex au moment où il quitte la boutique, mais Buffy arrive à temps pour empêcher l'irréparable. Une violente dispute éclate alors entre Anya et le jeune homme qui lui reproche ce qu'elle vient de faire. Spike laisse alors volontairement échapper qu'il a également couché avec Buffy ce qui achève d'écœurer Alex et la Tueuse. De son côté, Tara vient voir Willow et toutes les deux ont une discussion à l'issue de laquelle elles s'échangent un baiser.

## Statut particulier
Noel Murray, du site The A.V. Club, évoque un épisode dans lequel « tous les personnages principaux sont bien représentés et ont des interactions intéressantes » et qui révèle vers la fin toute « l'ingéniosité de sa structure » quand les différentes histoires se recoupent toutes. Pour les rédacteurs de la BBC, c'est « l'un des meilleurs épisodes de la saison » avec « le scénario et l'interprétation générale » qui compensent largement le manque d'action et une mention spéciale pour l'interprétation d'Emma Caulfield. Mikelangelo Marinaro, du site Critically Touched, lui donne la note de A-, estimant que l'épisode n'a « rien de particulièrement époustouflant mais qu'il est solide, utile et divertissant » et réalise « un travail de grande valeur sur les personnages » tout en n'ayant aucun réel défaut si ce n'est son manque de scènes vraiment fortes en dehors de son dénouement.

## Distribution

### Acteurs et actrices crédités au générique
- Sarah Michelle Gellar : Buffy Summers
- Nicholas Brendon : Alexander Harris
- Emma Caulfield : Anya Jenkins
- Michelle Trachtenberg : Dawn Summers
- James Marsters : Spike
- Alyson Hannigan : Willow Rosenberg

### Acteurs et actrices crédités en début d'épisode
- Danny Strong : Jonathan
- Adam Busch : Warren
- Tom Lenk : Andrew
- Kali Rocha : Halfrek
- Amber Benson : Tara Maclay